# Mecanizado con láser
El uso de la tecnología láser en el mecanizado de materiales ha sido estudiado durante la última década y se presenta, a día de hoy, como una tecnología ampliamente insertada en el mundo industrial.
El mecanizado con láser es un proceso especial o proceso no convencional de mecanizado de índole térmica, que no genera viruta, en el que la eliminación del material se provoca por la fusión y vaporización del mismo al concentrar en zonas localizadas elevadas temperaturas.
'LASER' son las siglas del inglés 'Light Amplification by Stimulated Emission of Radiation', lo que en castellano significa Amplificación de luz mediante emisión estimulada de radiación. El mecanizado con láser, comparado con los procesos convencionales de arranque de viruta, presenta una mejor precisión y acabado superficial (rugosidad), siempre y cuando no lo comparemos con los procesos de superacabado.
Otros aspectos importantes son que se pueden obtener determinadas formas complejas no obtenibles por procesos convencionales, y que se pueden mecanizar materiales muy duros.

## Características del proceso
La tecnología del mecanizado con láser se basa en la generación de un haz láser de elevada potencia que es dirigido hasta a la pieza a mecanizar mediante un sistema de espejos de reflexión de alta precisión y una lente de enfoque convergente. En la zona de incidencia del rayo se consigue una elevada densidad de energía térmica concentrada que produce la volatilización del material.
La tasa de eliminación del material no es masiva, y se produce una zona afectada por el calor que puede alterar la estructura cristalina, perjudicando así las propiedades resistentes del material.
Una de las ventajas que aporta este proceso es la de poder mecanizar microorificios con relaciones de  profundidad-diámetro de 20:1 a 10:1, siendo el diámetro mínimo alcanzable de unos 0,1 milímetros.
Otra característica de esta tecnología es que al ser una fuente de energía la que incide sobre el material a mecanizar, no se producen desgastes, roturas ni colisiones de la herramienta de corte.
Es fundamental para la mecanización por láser la absorción de la radiación del láser en el material de base o en una capa de recubrimiento. La absorción depende de la longitud de onda, del tipo de láser y del material.
La importancia del software de control en esta tecnología es básico, ya que se puede controlar desde los parámetros del haz de luz como velocidad y frecuencia, hasta los movimientos del mismo cabezal o pieza (según que desplacemos), mediante el control numérico (CNC).

## Proceso de mecanizado

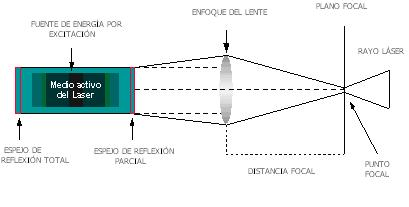
Proceso de mecanizado con láser.

El láser refuerza la luz mediante absorción e irradiación de energía. Se dirige energía a una barra de cristal (cuerpo del láser) o a una  mezcla de gas especial (gas del láser). Esta energía se produce  a través de la luz ( lámparas de rayos o diodo láser), o mediante una descarga eléctrica.
De esta forma, la barra de cristal o el gas, anteriormente activado por el láser, son dirigidos entre dos espejos, produciendo un resonador de luz. Este fenómeno proporciona al haz láser una dirección determinada. Una proporción de la luz del láser pasa por un espejo parcialmente traslúcido y se queda a disposición de la mecanización del material. El haz láser erosiona el material en varias capas, obteniendo de este modo, la geometría y profundidad requeridas.
La alta densidad de energía y la alta temperatura del rayo en el punto de enfoque o punto focal, permiten que se produzca la eliminación, haciendo que el material se fusione y se vaporice, siendo casi siempre necesaria la protección de la zona de mecanizado con un gas inerte de aporte.

## Equipo necesario

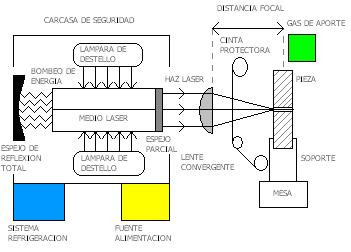
Esquema de un equipo de mecanización láser.

Es necesario un equipo de rayos láser, dotado de una fuente de alimentación y de un sistema de refrigeración.
Los láseres empleados habitualmente son el de CO2, entre los gaseosos (gas láser), y el láser Nd-YAG (láser de neodimio con un cristal de granate (mineral) de ytrio y aluminio de cuerpo fijo bombeado por diodos), entre los de estado sólido. Estos permiten una potencia media de láser de 100 vatios, siendo los picos de potencia de 20 kilovatios.
También  es necesario acompañar el mecanizado mediante haz láser  con un flujo de gas que elimina el material sobrante y protege las lentes focalizadoras.
Normalmente este gas suele ser aire, para materiales no metálicos, ya que no existe peligro de oxidación. Para materiales metálicos se suelen emplear gases inertes como por ejemplo el argón.

## Materiales a los que se les aplica
El mecanizado con láser se emplea para mecanizar cualquier tipo de material independientemente de su dureza o maquinabilidad, como por ejemplo: metales duros y blandos, aleaciones termorresistentes, cerámicas, silicio, composite, cueros, cartón, tejidos, madera, plásticos, etc…
Algunos materiales absorben la radiación del haz excepcionalmente bien, pero otros mucho peor.
El aluminio o el latón sin recubrimiento tienen un grado de absorción débil. En estos casos es necesario por lo tanto un potente sistema láser.
También es muy habitual utilizar este proceso para el mecanizado de materiales compuestos de matriz polimérica.

## Procesos de mecanizado con láser

### Taladrado de agujeros
Pueden llegar hasta los 0,1 milímetros de diámetro y relaciones de profundidad-diámetro de 20:1, pudiéndose realizar taladros con un grado de inclinación determinado respecto a la superficie de entrada.
Sin embargo, los taladros tienden a ser ligeramente cónicos, impidiendo grandes profundidades, y no pueden obtenerse agujeros escalonados.

### Corte láser
El corte por láser es un mecanizado sin contacto del material y libre de fuerzas que permite realizar cortes de cualquier geometría.
- Corte bidimensional (2D):  En la operación de corte se divide un material en forma de placa mediante un rayo láser dirigido. El haz realiza un desplazamiento relativo a la pieza. En el corte de los metales suelen quedar marcas en forma de estrías  y no se permite el corte de grandes espesores.

- Corte tridimensional (3D):  Este sistema se emplea en campos que requieren gran precisión y es utilizado por el sector del automóvil para el corte de piezas de interior como apoyabrazos, columnas, material decorativo o piezas de exterior como depósitos de gasolina.

### Grabación por láser
Cuando se realiza este proceso de mecanizado, el material de base se vaporiza por la radiación del haz láser, por lo tanto, la intensidad de la radiación láser deberá superar un valor límite. Este se llama el valor umbral.
La intensidad del valor umbral es muy grande en materiales que poseen alta conductividad eléctrica.
A causa del perfil del haz y de la conductividad térmica en el material, se produce una profundización del rayo en forma cónica.
Este método es el más rápido del mecanizado con láser.

### Abrasión
Con este método se volatiliza una pequeña capa superficial del material. Las capas superficiales finas, como las capas de anodizado o de pintura, son apropiadas para el grabado por láser.
La radiación láser suele ser muy bien absorbida por estas capas. Una potencia de láser muy baja es capaz de producir grandes contrastes.

### Templado (revenido)
Si se calienta el metal, este se tiñe por el efecto del temple, que se produce por los cambios de la textura de la capa externa. La coloración o el tinte dependen de la temperatura máxima que se consigue.
Con la tecnología láser se puede calentar superficies de manera controlada así, pueden crearse colores claros y oscuros de templado.

### Quemado
Los metales se pueden rotular mucho mejor quemando por inserción las capas externas del material con polvo cerámico.
A la capa superficial se le aplica un procedimiento de pulverización que vuelve a quitarse tras el grabado.
Este proceso provoca oxidación en la superficie del metal.

### Espumado
Cuando se mecaniza por láser determinados plásticos, se produce un espumado.
El haz láser funde la capa superficial del plástico, produciendo burbujas de gas que al enfriarse el material quedan cerradas.
Gracias al gas encerrado se forma el volumen y los puntos que se han mecanizado por el rayo láser quedan visibles en relieve.

### Viraje de color y blanqueamiento
Este efecto solo es posible conseguirlo con plásticos y depende de la longitud de onda de la radiación láser.
La radiación láser penetra en el material y es absorbida en pigmentos. Si estos se modifican químicamente, se produce un cambio en la coloración del material.

### Marcado por láser
Este proceso se utiliza para marcar materiales como el metal, plásticos y cuero mediante un sistema de rotulación láser. Estos sistemas de rotulación son adecuados para la aplicación de códigos de barras, de números de serie y de fechas de fabricación en productos y piezas individuales.
Las ventajas de este subproceso son la seguridad, la rentabilidad y la rapidez de marcado.
Puesto que la radiación láser penetra en el plástico, la superficie queda prácticamente sin defectos.

### Ablación láser
La Ablación láser es un proceso que se utiliza para extraer o limpiar el material de la superficie de un sólido mediante la irradiación de este con un haz láser.

### Soldadura láser
La soldadura por rayo láser es un proceso de soldadura por fusión que utiliza la energía aportada por un haz láser para fundir y re cristalizar el material o los materiales a unir.
No existe aportación de ningún material externo.

## Aplicaciones
El mecanizado por láser posibilita el mecanizado de figuras y piezas de pequeñas dimensiones, permitiendo obtener esquinas vivas y agujeros de pequeño diámetro, es decir, formas geométricas complejas que no son posible o es muy caro obtener por procesos convencionales.
Permite la creación de cavidades para aplicaciones tan diversas como moldes técnicos de precisión, técnica médica, electrónica, moldes de semiconductores, microtecnología, construcción de prototipos, moldes de microinyección, micropostizos para la matricería, grabados superficiales y profundos y sustituir operaciones de electroerosión en casos concretos.
Algunas aplicaciones típicas del taladrado láser son la perforación del papel del filtro de los cigarrillos, la perforación de cañerías de goma para irrigación, la perforación de tetinas de biberón y de catéteres cardiovasculares.

## Ventajas del mecanizado con láser
- Este mecanizado es rápido y productivo.

- Las cortaduras por láser son de aplicación flexible. Los trabajos grandes de corte se pueden realizar de forma fácil y rentable, como producciones en masa.

- Son adecuadas para el corte con láser tanto piezas muy pequeñas como objetos de grandes dimensiones.

- El mecanizado por láser es muy seguro, el material no necesita ser fijado ni enderezado. Los usuarios no entran nunca en contacto con piezas móviles o abiertas de máquinas.

- El corte por láser es especialmente sencillo, los principiantes en este proceso pueden conseguir un corte perfecto.

- Esta técnica es muy limpia, con ella se consiguen rebordes agudos sin deshilachamientos.

- En el mecanizado por láser no hay contacto entre herramienta y pieza, así se evita que se produzcan fallos, roturas y desgastes.

- Con este proceso se pueden obtener paredes verticales y acabados de esquinas vivas.